# Dům U Rytířů (Litomyšl)
Dům U Rytířů je podobně jako většina domů na litomyšlském náměstí zasazen do dlouhé a úzké, ještě gotické parcely. Tvoří součást řadové zástavby domů. Situován je uprostřed náměstí, téměř naproti radniční věži. Patří mezi nejstarší a nejhodnotnější domy města a díky zachovalé původní výzdobě fasády a části interiéru i mezi skvosty renesanční městské architektury v Čechách. Svým stylovým pojetím odkazuje na umělecký okruh Pernštejnského dvora v Pardubicích. Právě díky svému uměleckému významu byl již v roce 1958 prohlášen za kulturní památku. V objektu, jenž je v majetku města, sídlí Městská galerie Litomyšl, která zde pořádá krátkodobé výstavy výtvarného umění.

## Historie

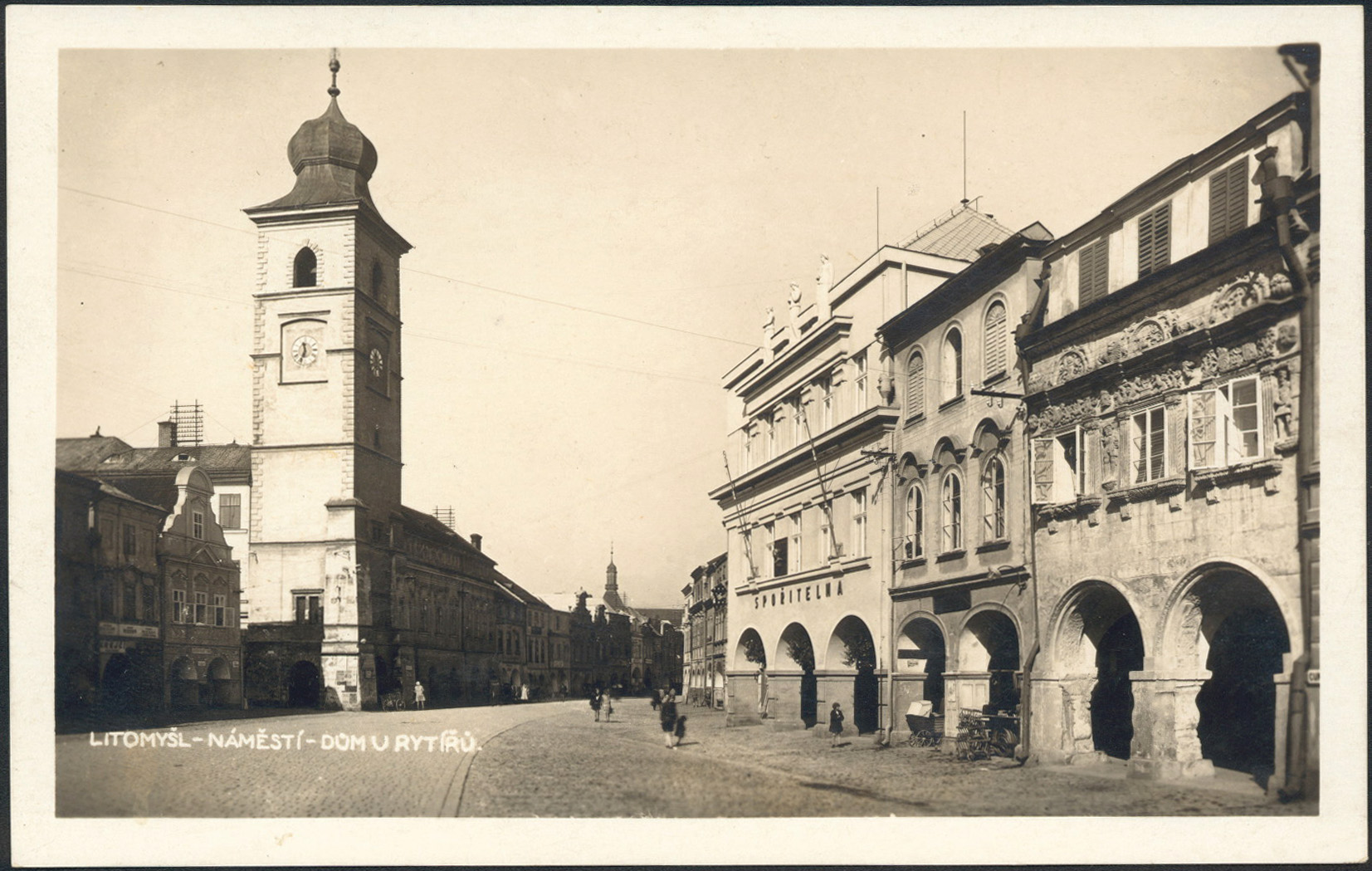
Pohled na dům U Rytířů mezi lety 1910-1938

Dům začal přetvářet do dnešní renesanční podoby pravděpodobně sám pro sebe kamenický mistr Blažek, a to po velkém požáru, který zachvátil téměř celé město v roce 1540. Přestavba byla dokončena zřejmě již v roce 1546.
Část ze své renesanční podoby ztratil dům drobnými i zásadnějšími úpravami. První výraznější proměna, která změnila jeho vnější podobu, proběhla v roce 1814, kdy byl původní – patrně vysoký renesanční štít – nahrazen empírovou atikou.
První dokumentované restaurátorské práce na objektu proběhly v roce 1962. Kvůli narušené statice domu byly nahrazeny tři arkádové pilíře v podloubí výdusky z umělého kamene. Úkol byl zadán sochaři, který v Litomyšli z důvodu perzekuce komunistickou stranou restauroval se svými kolegy fasádu renesančního zámku – Olbramu Zoubkovi.

Deska s nápisem GALERIE JOSEFA MATIČKY, jejímž autorem je Olbram Zoubek, je do dnešních dnů umístěná u vstupu do domu U Rytířů. Název je však neoficiální, neboť jeho užívání pravděpodobně odmítlo schválit Ministerstvo kultury.

Jeden z původních pilířů je uložen v Regionálním muzeu v Litomyšli a v současné době je jej možné vidět ve stálé expozici muzea. K bydlení sloužil dům až do počátku sedmdesátých let 20. století. Mezi lety 1975–1977 proběhla rozsáhlá rekonstrukce za účelem zbudování stálé expozice malíře Josefa Matičky, který věnoval za této podmínky městu rozsáhlou sbírku vlastních obrazů a část kolekce vlastní sbírky českého umění poloviny 20. století (mimo jinými i díla E. Filly, J. Čapka, J. Lady a dalších). Během rekonstrukce byl v místnosti orientované do náměstí v prvním patře objeven raně renesanční kazetový strop, sedile mezi okny a raně renesanční meziokenní pilíře s bohatě zdobenými hlavicemi s vegetativními vzory. Mimořádnost objevu dokládají i fragmentárně zachované zbytky původní polychromie (barevnosti). Restaurátorské práce na obnově památky byly opět zadány Olbramu Zoubkovi, který je i autorem desky s nápisem: GALERIE JOSEFA MATIČKY umístěné u vstupu do galerie.
Po dokončení obnovy předního traktu a připojením prostor prvního patra sousední budovy zde vznikla výstavní síň Josefa Matičky, avšak fungovala zde jen několik let. Již v roce 1985, i přes podmínky uvedené v darovací smlouvě, byla Matičkova díla uložena do depozitu a prezentována jen příležitostně. Prostory začalo využívat tehdejší Muzeum a galerie v Litomyšli, následně od roku 2004 jeho nástupnická organizace Městská galerie Litomyšl pro krátkodobé výstavy. A je tomu tak doposud.
Poslední restaurátorské práce na fasádě proběhly v roce 2000. Provedli je studenti dnešní Fakulty restaurování Univerzity Pardubice pod vedením Jindřicha Plotici. Kamenné prvky fasády byly zpevněny, očištěny, chybějící prvky byly domodelovány a doplněny. V současné době (2013) město připravilo projekt na rekonstrukci galerie, při které by došlo i k zapojení doposud nevyužívaného zadního traktu. S jeho rekonstrukcí se počítalo již v letech sedmdesátých, avšak tato etapa nakonec nebyla nikdy zrealizována. Autorem současného návrhu je brněnská architektonická kancelář Kuba & Pilař architekti.

## Popis

### Exteriér

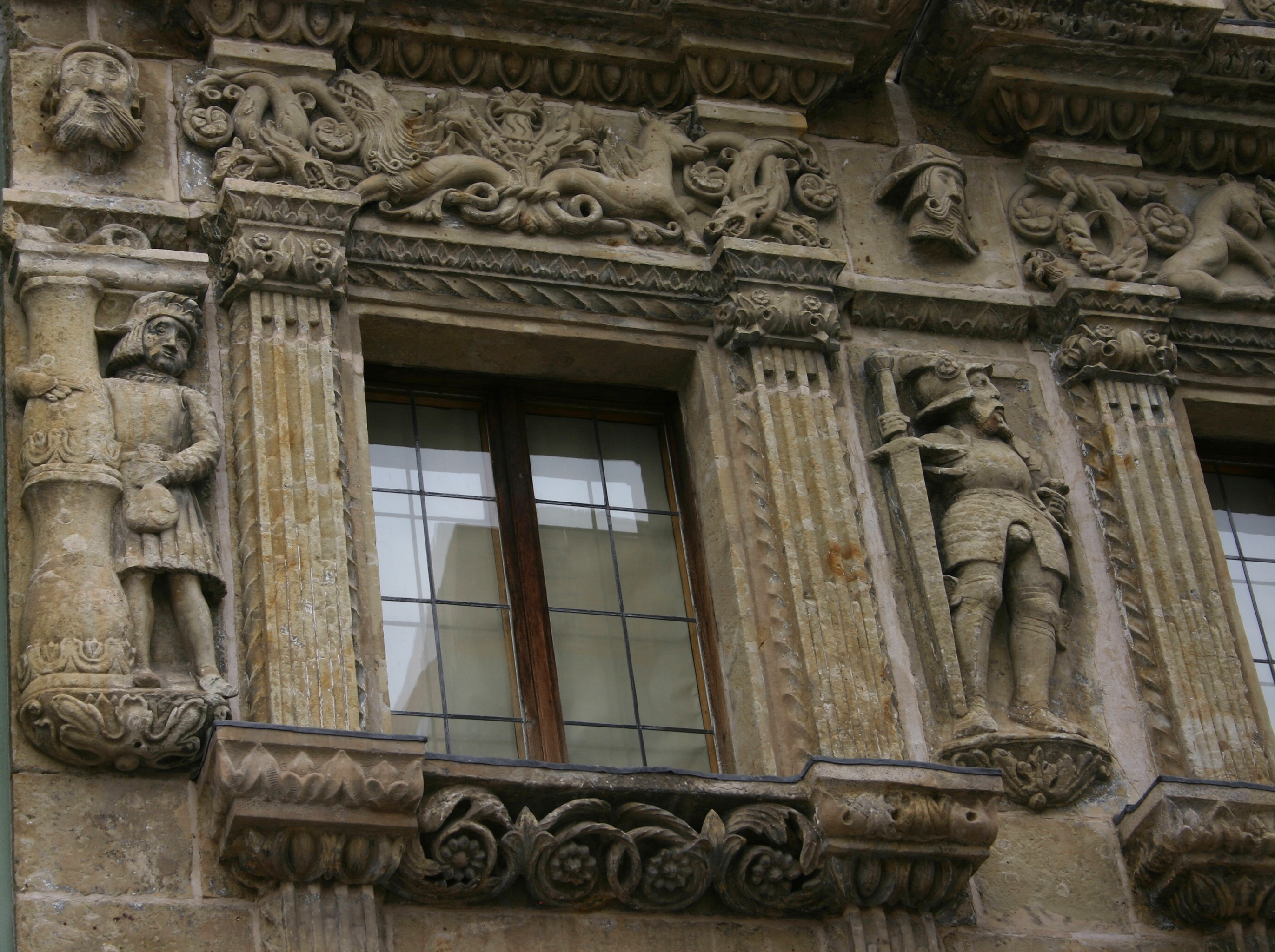
Detail fasády domu U Rytířů

Fasáda jednopatrového domu zakončeného sedlovou střechou je tvořena z kamenných kvádrů. Horizontálně je členěna dvěma oblouky podloubí zdobenými archivoltami a plastickým palmetovým vzorem. Členící zájem se soustředil na okna a vlys nad nimi. Okna lemují kanelované pilastry, spočívající na podokenních římsách, které jsou pokryty reliéfy akantů a vejcovců a podpírají je kanelované měkké konsolky.
Nejpozoruhodnějším prvkem průčelí je však reliéfní figurální výzdoba, které vévodí postavy dvou rytířů, od nichž se odvíjí název domu. Kromě nich jsou zde dvě postavy mužů v dobovém civilním oděvu, objímající sloupy – jeden drží knihu, druhý měšec.
Složitě profilované nadokenní římsy s palmetkami a vejcovcem se na obou koncích zalamují. Plochy mezi římsami a okny pokrývají reliéfy fantastických zvířat (delfínů, jednorožců, lvů a bestií, jež mají lidskou hlavu, lví tlapy, křídla a ocas), v mezerách mezi nimi se nacházejí hlavy vousáčů.
Mezi nadokenní římsou a hlavní římsou probíhá vlys, uprostřed se dvěma lvy, po stranách se dvěma koulemi, mezi nimiž jsou půlkruhové archivolty s bohatou, částečně figurální tematikou zobrazující Tritona, gryfa a nereidku.
Celkovou symboliku postav a fasády se stále nepodařilo dostatečně odhalit. Podrobnější stylový průzkum fasády však ukázal, že reliéfní práce na průčelí domu nepocházejí z rukou jednoho mistra, ale podíleli se na ní nejméně dva kameníci.

### Interiér

#### Chodba
Zbytky renesanční podoby domu se dochovaly i v jeho interiéru. Nejnovější restaurátorský průzkum z roku 2012 ukázal, že se na valené renesanční klenbě v chodbě přízemí pod omítkou nachází původní renesanční výmalba. Oproti tomu z fotografií pořízených v roce 1973 lze vyčíst, že se na klenbě chodby nacházela historizující nástěnná malba z 2. poloviny 19. století. Nový průzkum však důkazy o této výmalbě nepřinesl, malba tedy byla pravděpodobně při rekonstrukci v roce 1977 odstraněna a klenba zabílena.

#### Renesanční sál

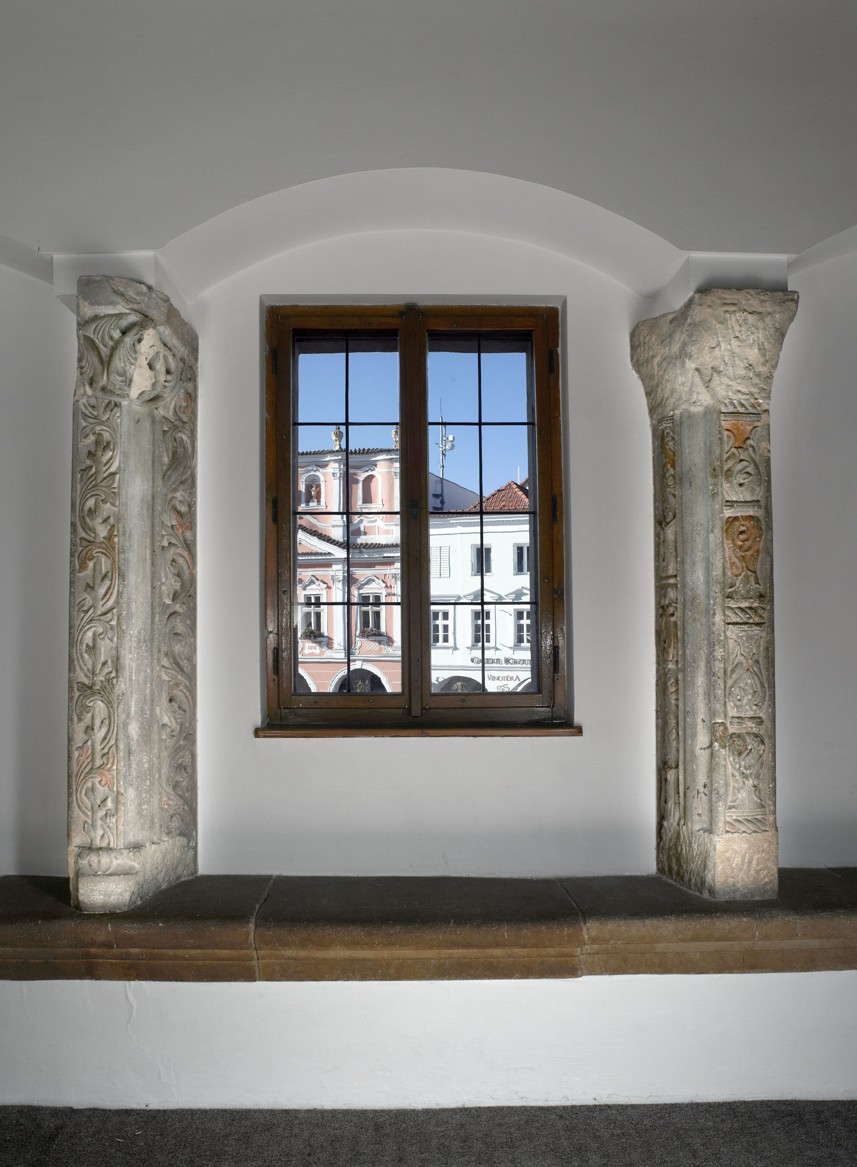
Dochované renesanční sloupky mezi okny v domě U Rytířů

V místnosti v patře situované do náměstí stojí za pozornost renesanční kazetový strop, který byl zhotoven ze smrkového dřeva pocházejícího, dle dendrochronologického průzkumu, ze stromů pokácených mezi lety 1534–1537.
Mezi okny se také dochovaly meziokenní pilíře a část podokenního sedile. Boky pilířů, hlavice i patky byly bohatě zdobeny kamenickým ornamentem a polychromovány ostrými tóny červené, žlutozelené a zelenomodré. Podokenní lavice se dochovala pouze částečně. Ze zachovalého profilu lavice byl sňat sádrový negativ a podle něj byla pořízena forma. Lavice byla poté vydusána z odpovídající tvárné směsi a povrchově upravena.

## Název
Současný název domu, který se původně jmenoval Zlaté truby, je odvozen od reliéfních postav kamenných rytířů na fasádě a poprvé jej použil Alois Jirásek ve své povídce U rytířů (1879). Ta byla vydána v knize Maloměstská historie, která obsahuje další dvě povídky zachycující dobovou atmosféru města – Na staré poště a Filosofská historie.
Prostředí Litomyšle bylo A. Jiráskovi velmi blízké, po celých 14 let (1874–1888) působil na místním gymnáziu jako pedagog zeměpisu a dějepisu.